# Bourbon Boys
Bourbon Boys ist eine Country-Rock-Band aus Schweden, die als Nebenprojekt der Metalband Raubtier mit dem Bassisten Kenneth Seil entstand. Entgegen dem Hauptprojekt sind die Texte der Band auf Englisch verfasst.

## Geschichte
Jonas Kjellgren und Kenneth Seil kannten sich bereits von ihrer gemeinsamen Zeit bei Scar Symmetry. Pär Hulkoff äußerte sich 2023 zur Entstehung des Projektes folgendermaßen:
„The truth is that I wrote most of the songs for the first album as a teenager still in school. Country and old Rock’n’roll has been around me my whole life. Bourbon Boys have existed for decades, but it finally materialized through an album around 2011 with that 2012 release.“
Das am ersten Februar 2013 durch Despotz Records veröffentlichte Debütalbum Shotguns, Trucks & Cattle erreichte Platz neun der schwedischen Charts und verblieb in diesen drei Wochen lang. Das nachfolgende Album, Hail to the Chief, wurde im Oktober desselben Jahres beim selben Label veröffentlicht.

## Diskografie

### Alben
- Shotguns, Trucks & Cattle (2013)
- Hail to the Chief (2013)
- Forever Rebels (2024)

### Singles
- Rock ’n’ Rollin Man (2012)
- Don’t Tread on Me (2013)
- Chainsaw Brotherhood (2022)